# Pierangelo Paleari
Pierangelo Paleari (Sesto San Giovanni, 3 maggio 1941) è un ex politico italiano.

## Biografia
Laureato in economia e commercio, lavora come commercialista.
Nel 1994 viene eletto deputato della Repubblica con Forza Italia, rimanendo in carica fino al 1996.